# Gerrie Coetzee
Gerhardus Christian Coetzee, meglio noto come Gerrie Coetzee (Boksburg, 8 aprile 1955 – Città del Capo, 12 gennaio 2023), è stato un pugile sudafricano di etnia afrikaner. Fu campione mondiale dei pesi massimi per la WBA dal 1983 al 1984.

## Biografia

### Carriera pugilistica
Professionista dal 1974, il 16 agosto 1976 conquistò il titolo sudafricano dei pesi massimi battendo per squalifica Mike Schutte. Dopo 21 combattimenti tutti vinti, il 24 giugno 1979, nella sua prima trasferta all’estero, a Fontvieille, mise KO al 1º round l'ex campione del mondo Leon Spinks che aveva appena riconsegnato il titolo mondiale a Muhammad Ali.
Il successivo 20 ottobre, allo Stadio Loftus Versfeld di Pretoria, davanti a circa 80000 spettatori, affrontò il nero statunitense John Tate, anch'egli ancora imbattuto, per il titolo mondiale WBA dei pesi massimi lasciato vacante da Muhammad Ali. L'incontro fu sportivamente e politicamente rilevante perché si trattava della prima volta in cui in Sudafrica, in piena era apartheid, furono ammessi spettatori di etnia bianca e nera ad assistere insieme a un match di pugilato. In effetti secondo le leggi dell'epoca non sarebbe stato possibile, ma fu approvata un'eccezione dal momento che i boicottaggi sportivi di cui il paese era fatto oggetto avevano ridotto al minimo le possibilità per un pugile bianco locale di competere per un titolo di alto livello quale un campionato mondiale dei pesi massimi. Coetzee perse ai punti il primo match della carriera, con verdetto unanime.
Il 25 ottobre 1980, a Sun City, fallì nuovamente il tentativo di conquistare la cintura mondiale WBA, perdendo per KO al tredicesimo round da Mike Weaver che, nel frattempo, aveva spodestato Tate.
Il 23 settembre 1983 a Richfield (Ohio) riuscì finalmente a indossare la cintura mondiale dei pesi massimi. Mise KO al decimo round Michael Dokes che nove mesi prima aveva strappato il titolo a Weaver. Con questa vittoria è stato il primo africano in assoluto a vincere un campionato mondiale dei pesi massimi e il primo bianco a conquistare il titolo dai tempi di Ingemar Johansson (1959). La rivista statunitense Ring Magazine nominò il match upset of the year del 1983, ritenendolo quello conclusosi nel modo più contrario alle aspettative generali, sconvolgendo ogni previsione.
Coetzee attese oltre 14 mesi prima di rimettere in palio il suo titolo mondiale ma, il 1º dicembre 1984 dovette consegnarlo al poco più che discreto statunitense Greg Page che lo mise KO all'8º round a Sun City. Risalì vittoriosamente sul ring soltanto dopo altri nove mesi e poi il 4 marzo 1986 fu messo KO a 1:50 del primo round dal britannico Frank Bruno alla Wembley Arena di Londra. 
Rimase quindi inattivo per oltre sette anni. Poi combatté due incontri vittoriosi nel 1993 e un altro nel 1997, ultraquarantenne. Perse infine l'8 giugno 1997 per knock-out tecnico alla 10ª ripresa dal tre volte campione del mondo delle categorie inferiori Iran Barkley un match valido per il titolo WBB, un organismo minore. Poi si ritirò dalla boxe.